# رودنستاک
رودنستاک (انگلیسی: Rodenstock) شرکت الکترونیک آلمانی است، که در سال ۱۸۷۷ تأسیس شد.